# Anna Górnicka
Anna Górnicka (ur. 31 marca 1983 w Warszawie) – polska dziennikarka i redaktorka, współzałożycielka kolektywu dziennikarskiego Outriders, prezeska i redaktorka naczelna Outriders, współlaureatka Paszportu „Polityki” w kategorii Kultura cyfrowa (za 2022).

## Edukacja
W 2006 r. ukończyła studia licencjackie na kierunku dziennikarstwo i komunikacja społeczna w Warszawskiej Wyższej Szkole Humanistycznej im. Bolesława Prusa. W 2008 r. obroniła magistra nauk politycznych na Uniwersytecie Warszawskim. W 2012 r. ukończyła studia podyplomowe na kierunku redakcja językowa tekstu na Uniwersytecie Warszawskim.

## Życiorys
Od 2006 r. współpracowała z redakcją Wprost jako dziennikarka i redaktorka serwisu Wprost.pl. Po ponad trzech latach pracy zmieniła branżę i w latach 2009–2016 pracowała jako specjalistka i ekspertka ds. komunikacji m.in. w PZU i Sage.
W 2011 r. wraz z mężem Jakubem Górnickim założyli bloga Podróżniccy.com, który istniał do 2017 r. W tym czasie otrzymali m.in. Grand Prix konkursu Witkacy pod strzechy za projekt „Szukając Witkacego” (2012 r.), a blog Podrozniccy.com został najlepszym blogiem podróżniczym według magazynu Press (2013). W 2014 r. zajął 2. miejsce w rankingu blogów podróżniczych Gazeta.pl, a w 2016 r. otrzymał nominację do National Geographic Traveler w kategorii Podróżnik online.
We wrześniu 2017 r. założyli Outriders, polską organizację medialną, która zajmuje się dziennikarstwem międzynarodowym, publikując Magazyn Outriders, interaktywne historie i reportaże, a od lutego 2022 r. także podcast. W tym czasie Outriders zdobył m.in. Grand Press w kategorii Digital (2017), Hostwriter Pitch Prize (2017), ICFJ Covid Reporting (2020), Future of Journalism Award (2022), Polsko-Niemiecką Nagrodę Dziennikarską im. Tadeusza Mazowieckiego (2022) oraz nominacje do Mediatorów – studenckich nagród dziennikarskich (2017, 2018, 2019), nominacje do Grand Press (2019, 2021, 2022), dwa razy był w gronie finalistów European Press Prize (2021, 2022) oraz w gronie finalistów One World Media Awards (2022).
W latach 2013–2019 współorganizowała Wachlarz, a w latach 2019–2021 Festiwal Outriders, czerpiący inspiracje z podróży i reportażu, który łączył reporterów, podróżników, blogerów, YouTuberów i ludzi ciekawych świata.
W sierpniu 2022 r. wraz z Jakubem Górnickim założyli organizację o nazwie Mixer, specjalizującą się w szkoleniach dziennikarzy w Europie Środkowej i Wschodniej.

## Życie prywatne
Fanka podróżowania, tanga argentyńskiego, kina, kultury języka polskiego. Jej mężem jest Jakub Górnicki, z którym współtworzą Outriders. Ma dwie córki Amelię (2014) i Kornelię (2016).

## Nagrody i nominacje
- Paszport „Polityki” w kategorii Kultura cyfrowa (2022)[2]
- Finał One World Media Awards za projekt reporterski „Wiza donikąd” (2022)[24]
- Wyróżnienie specjalne w konkursie Podcast Roku im. red. Janusza Majki (2022)[25][26]
- Polsko-Niemiecka Nagroda Dziennikarska im. Tadeusza Mazowieckiego w kategorii Multimedia za projekt reporterski „Wiza donikąd” (2021)[27]
- Nominacja do Pióra Nadziei Amnesty International (2019)[28]
- Nominacja do Mediatorów w kategorii InicjaTOR za Outriders Brief (obecnie Outriders Magazyn) (2019)[15]
- Grand Press Digital (2017)[29]
- Nominacja dla Podrozniccy.com do National Geographic Traveler w kategorii Podróżnik online (2016)[7]
- 10. najbardziej inspirujących podróżników wg Gazeta.pl (2014)[30]
- 2. miejsce w rankingu blogów podróżniczych Gazeta.pl dla Podrozniccy.com (2014)[6]
- Najlepszy blog podróżniczy według magazynu Press dla Podrozniccy.com (2013)[5]
- Dobra Strona Turystyki dla bloga Podrozniccy.com (2012)[31]
- Grand Prix konkursu „Witkacy pod strzechy” za projekt „Szukając Witkacego” (2012)